# Carel de Maets
Carel de Maets (* 1640 in Utrecht; † 29. Januar 1690 in Leiden) war ein niederländischer Arzt und Chemiker.

## Leben
De Maets war der Sohn von Carolus de Maets und dessen Frau Anna Duvelaer. Er besuchte die Universität Utrecht und erwarb sich dort am 18. April 1664 den akademischen Grad eines Magisters der philosophischen Wissenschaften. Nach einiger Zeit richtete er sich dort eine medizinische Praxis ein und hielt ab dem 7. Dezember 1668 mit Erlaubnis des Stadtrates Vorlesungen zu chemischen Themen, die damals noch im allgemeinen Sprachgebrauch Alchemie hießen. Da die Kuratoren der Universität Leiden zu jener Zeit beabsichtigten, ein Labor im Verbund mit der Hochschule für solche Zwecke einzurichten, wechselte er nach Leiden, wo am 8. Februar 1669 das neue Labor seinen Dienst aufnahm. Am 24. März 1670 wurde er außerordentlicher Professor an der medizinischen Fakultät der Hochschule und am 15. August 1673 ordentlicher Professor der Chemie an der philosophischen Fakultät der Hochschule. Daneben hatte er auch Vorlesungen zur experimentellen Physik gehalten, welche ab 22. Januar 1675 Burchardus de Volder als ordentlicher Professor fortsetzte.
Er wirkte als der erste Chemieprofessor einer Wissenschaft, die damals kaum anerkannt war, und durch Antoine Laurent de Lavoisier als moderne Wissenschaft etabliert wurde. De Maets leitete eines der ersten universitären chemischen Laboratorien in den Niederlanden (1669 gab es bereits eines in Utrecht). Obwohl die Chemie mit der Lehrstuhlzuweisung von Maets zu dieser Zeit als eigene Wissenschaft anerkannt war, blieb sie weiter eine Hilfswissenschaft für die Medizin, die ihre Bedeutung vor allem in der Herstellung von Arzneimitteln sah.

## Werke
- Prodromus Chymiae rationalis. Leiden 1684, 1687.
- Chymia rationalis et praxis Chymiatricae rationalis. Leiden 1687
- Collectanea chymica Leidensia Maetsiana et Marggraviana. Leiden 1696